# Arron Davies
Arron Rhys Davies (Cardiff, 22 giugno 1984) è un ex calciatore gallese, di ruolo centrocampista.

## Carriera

### Club
Ad eccezione di 13 partite nella seconda divisione inglese con la maglia del Nottingham Forest ha trascorso tutta la carriera in club militanti nella terza o nella quarta divisione inglese.

### Nazionale
Il 27 maggio 2006 ha esordito con la nazionale maggiore gallese nell'amichevole vinta 2-1 contro Trinidad e Tobago; in precedenza aveva giocato anche nelle nazionali giovanili Under-19 e Under-21 dei gallesi.

## Statistiche

### Cronologia presenze e reti in nazionale
| Cronologia completa delle presenze e delle reti in nazionale ― Galles | Cronologia completa delle presenze e delle reti in nazionale ― Galles | Cronologia completa delle presenze e delle reti in nazionale ― Galles | Cronologia completa delle presenze e delle reti in nazionale ― Galles | Cronologia completa delle presenze e delle reti in nazionale ― Galles | Cronologia completa delle presenze e delle reti in nazionale ― Galles | Cronologia completa delle presenze e delle reti in nazionale ― Galles | Cronologia completa delle presenze e delle reti in nazionale ― Galles |
| Data                                                                  | Città                                                                 | In casa                                                               | Risultato                                                             | Ospiti                                                                | Competizione                                                          | Reti                                                                  | Note                                                                  |
| --------------------------------------------------------------------- | --------------------------------------------------------------------- | --------------------------------------------------------------------- | --------------------------------------------------------------------- | --------------------------------------------------------------------- | --------------------------------------------------------------------- | --------------------------------------------------------------------- | --------------------------------------------------------------------- |
| 27-5-2006                                                             | Graz                                                                  | Trinidad e Tobago                                                     | 1 – 2                                                                 | Galles                                                                | Amichevole                                                            | -                                                                     | 78’                                                                   |
| Totale                                                                |                                                                       | Presenze                                                              | 1                                                                     |                                                                       | Reti                                                                  | 0                                                                     |                                                                       |

## Palmarès

### Club

#### Competizioni nazionali
- Campionato inglese di quarta divisione: 1

Yeovil Town: 2004-2005